# Afrarchaea
Genre
Afrarchaea est un genre d'araignées aranéomorphes de la famille des Archaeidae.

## Distribution
Les espèces de ce genre sont endémiques d'Afrique du Sud.

## Liste des espèces
Selon World Spider Catalog (version 19.0, 18/01/2018) :
- Afrarchaea ansieae Lotz, 2015
- Afrarchaea bergae Lotz, 1996
- Afrarchaea cornuta (Lotz, 2003)
- Afrarchaea entabeniensis Lotz, 2003
- Afrarchaea fernkloofensis Lotz, 1996
- Afrarchaea godfreyi (Hewitt, 1919)
- Afrarchaea haddadi Lotz, 2006
- Afrarchaea harveyi Lotz, 2003
- Afrarchaea kranskopensis Lotz, 1996
- Afrarchaea lawrencei Lotz, 1996
- Afrarchaea neethlingi Lotz, 2017
- Afrarchaea ngomensis Lotz, 1996
- Afrarchaea royalensis Lotz, 2006
- Afrarchaea woodae Lotz, 2006

## Publication originale
- Forster & Platnick, 1984 : A review of the archaeid spiders and their relatives, with notes on the limits of the superfamily Palpimanoidea (Arachnida, Araneae).  Bulletin of the American Museum of Natural History, no 178, p. 1-106 (texte intégral).